# オレカTX
オレカTX(バスク語: Oreka TX)は、バスク地方の伝統的民俗楽器であるチャラパルタの演奏グループ。イゴル・オチョアとアルカイツ・マルティネス・デ・サン・ビセンテの2人からなる。

## 経歴

### Quercus Endorphina(2000)
イゴル・オチョアとアルカイツ・マルティネス・デ・サン・ビセンテが結成したオレカTXは、1990年代末からケパ・フンケラのバンドに加わってコンサートやアルバムに参加し、トリキティシャや他の民俗楽器との合奏を行っている。オレカTXは珍しい木材で作られたチャラパルタを使用している。ケパ・フンケラの後援の下、2000年には1stアルバム『Quercus Endorphina』（バスク語で「木を擦る」）というアルバムを発表し、フィル・カニンガムなど多くの民族音楽家とコラボレートした。

### ノマダクTX(2006)
オレカTXは単独での演奏活動も行っており、世界の人々の多様性や相互理解を深める目的で、インド、フィンランド、サハラ砂漠、モンゴルなど様々な国を旅し、文明から乖離した土地の楽器や文化との調和を試みた。2006年には2ndアルバム『ノマダクTX』を発表し、演奏旅行を記録したドキュメンタリー映画『遊牧のチャラパルタ バスク幻の伝統打楽器奏者オレカTXの旅』（原題 : Nömadak Tx）が公開された。サン・セバスティアン国際映画祭のCICAE賞特別な視点部門やダーバン国際映画祭の審査員特別賞など、世界中の映画祭で8部門にノミネートされて7部門を受賞した。日本においてこの映画は、2013年の訪日時に東京・渋谷のアップリンクや大阪・十三の第七藝術劇場で公開された。

### シレックス(2013)
2013年には3rdアルバム『シレックス』を発表した。バスク地方の角笛であるアルボカ、北インドの太鼓であるタブラー、ギリシャの弦楽器であるブズーキなどの音も取り入れ、バスク地方を代表するミュージシャンであるオシュコリ（フランス領バスク出身）やベニート・レルチュンディなどともコラボレートした。

### 日本での公演
オレカTXは2000年と2013年に日本を訪れて公演を行っている。2000年にはトリキティシャ奏者のケパ・フンケラのサポートとして公演を行い、各地で日本スペイン交流400周年記念イベントが開催された2013年10月の訪日時には、ガイタ（ガリシア風バグパイプ）奏者のカルロス・ヌニェスやフラメンコ・ピアニストのP・リカルド・ミーニョとともに、東京都のすみだトリフォニーホール、埼玉県の所沢市民文化センター ミューズ、静岡県の焼津文化会館の3か所で公演を行った。2016年にも再度訪日し、東京・渋谷の新国立劇場で行われる平山素子の新作ダンス公演に参加予定である。

## ディスコグラフィー
- オリジナルアルバム
  - Quercus Endorphina (Elkar, 2001)
  - 『ノマダクTX』 Nomadak Tx (Elkar, 2006)
  - 『シレックス』 Silex (Elkar, 2013)

## 映像作品
- 『遊牧のチャラパルタ バスク幻の伝統打楽器奏者オレカTXの旅』 Nömadak Tx (2006) ラウル・デ・ラ・フエンテ監督（メインディレクター）

| 年     | 映画祭/映画賞                            | 部門                                          | 結果       |
| ------ | ---------------------------------------- | --------------------------------------------- | ---------- |
| 2006年 | サン・セバスティアン国際映画祭           | 国際アートシアター連盟(CICAE)賞特別な視点部門 | 受賞       |
| 2007年 | アルカンセス賞                           | 音響賞                                        | 受賞       |
| 2007年 | アムステルダム国際ドキュメンタリー映画祭 | 観客賞                                        | 次点       |
| 2007年 | シカゴ国際映画祭                         | 最優秀ドキュメンタリー                        | ノミネート |
| 2007年 | メキシコシティ国際ドキュメンタリー映画祭 | 審査員による特別な視点部門                    | 受賞       |
| 2007年 | ダーバン国際映画祭                       | 審査員特別賞                                  | 受賞       |
| 2007年 | グアダラハラ・メキシコ映画祭             | 若手監督賞                                    | 受賞       |
| 2007年 | グアダラハラ・メキシコ映画祭             | FEISAL賞                                      | 受賞       |